# Рагби клуб Естергом
Рагби клуб Естергом је рагби јунион (рагби 15) клуб из Острогона и један је од најтрофејних мађарских клубова. Повремено учествује у регионалној лиги у рагби.

## Успеси
Национално првенство Мађарске - 10
1999, 2000, 2001, 2002, 2003, 2004, 2005, 2006, 2007, 2008, 2012
Национални куп - 7 
2000, 2001, 2008, 2009, 2010, 2011, 2012